# Линде, Фёдор Фёдорович
Фёдор Фёдорович Линде (нем. Friedrich Linde 1881 — 25 августа 1917) — российский революционер, комиссар Временного правительства. Линде стал прототипом комиссара Гинца в романе Бориса Пастернака «Доктор Живаго».

## Биография
Фёдор Фёдорович Линде родился в 1881 году. Учился на реальном отделении Главного немецкого училища Св. Петра с 1891 по 1898 год. Для поступления в университет он дополнительно сдал экстерном экзамены за весь курс гимназического отделения. Учился на математическом факультете Петербургского университета.
В 1905 г. вступил в партию большевиков, участвовал в революции 1905—1907 годов.
Семье Линде принадлежал пансион в Мустамяках, который служил базой для боевиков РСДРП. В частности, летом 1911 г. там находились Вера Дилевская и Константин Мячин. В начале августа 1911 года русской полицией в пансионе была устроена внезапная облава, но она оказалась безуспешной: бросив важные документы, Мячин и Дилевская сумели бежать. Арестованы были только хозяева пансиона — братья Линде. Постановлением Особого совещания при министре внутренних дел от 20.02.1912 Федор и Иван Линде — «за сношения с видными активными деятелями боевой организации РСДРП» — были приговорены к ссылке в Нарымский край Томской губернии сроком на 2 года. В апреле 1912 г. ссылка Ф. Линде была заменена выездом за границу на тот же срок.
В Италии и Швейцарии изучал философию. Вернулся в Россию накануне первой мировой войны. Был мобилизован в армию, к началу революции был вольноопределяющимся в Финляндском полку.
В дни Февральской революции возглавлял солдат, примкнувших к восстанию. Вошёл в Исполнительный Комитет Петроградского совета как «солдатский депутат». Участвовал в издании Приказа № 1.
После публикации Ноты Милюкова утром 20 апреля 1917 вывел на улицу солдат Финляндского полка под лозунгом отставки Милюкова. В результате «апрельского кризиса» Временного правительства, Милюков и Гучков ушли в отставку и было образовано коалиционное Временное Правительство с участием социалистов.
При своей решительной оппозиции «войне до победного конца», Линде был оборонцем и стоял на платформе «защиты отечества» до подписания «справедливого демократического мира без аннексий и контрибуций». Был назначен комиссаром Юго-Западного фронта.
В августе 1917, в 111-й пехотной дивизии возникли беспорядки, и полки отказались исполнять приказы и укреплять позиции. 25 августа приехал из Луцка в расположение 444-го пехотного Дмитровского полка. Уверенный в своем умении воздействовать на массы, Линде выступил перед толпой солдат с резкой речью, сопровождавшейся бранью и угрозами. В первый момент ему удалось добиться выдачи зачинщиков, но, по воспоминаниям П. Н. Краснова, его поведение вызвало такую ненависть у солдат, что они сговорились убить его. Между тем Линде, не понимая этого, остался в расположении солдат и начал агитировать их пылкими патриотическими речами, весь эффект от которых, однако, портил явственный немецкий акцент. Между тем соседний 443-й пехотный Соснинский полк (в мае полк получил красное знамя Союза социалистов) взбунтовался и в боевом строю выступил на помощь товарищам из 444-го. В результате этих событий Линде был убит, вслед за тем был убит начальник пехотной дивизии генерал-майор К. Г. Гиршфельд, командир 444-го пехотного Дмитровского полка (полковник В. В. Телепнев — вероятно был ранен и впоследствии эмигрировал) и ещё один офицер.

## Образ Линде в романе Пастернака
Исследователи литературы считают, что Линде стал прототипом комиссара Гинца в романе Пастернака «Доктор Живаго». К такому предположению литературоведы пришли, найдя много общих черт между Линде и Гинцом: остзейский акцент, юный возраст, склонность к импульсивным поступкам, горячность, обстоятельства смерти. Комиссар Гинц в романе Пастернака, пытаясь усмирить взбунтовавшихся солдат, ведёт себя подобно Линде, самоуверенно и бесстрашно. О трагической гибели Линде писали многие газеты в 1917, где Пастернак мог прочитать о подробностях его смерти.